# Brockville
Brockville – miasto (ang. city) w Kanadzie, w prowincji Ontario, w hrabstwie Leeds And Grenville.
Powierzchnia Brockville to 20,73 km². Według danych spisu powszechnego z roku 2001 Brockville liczy 21 375 mieszkańców (1031,11 os./km²).

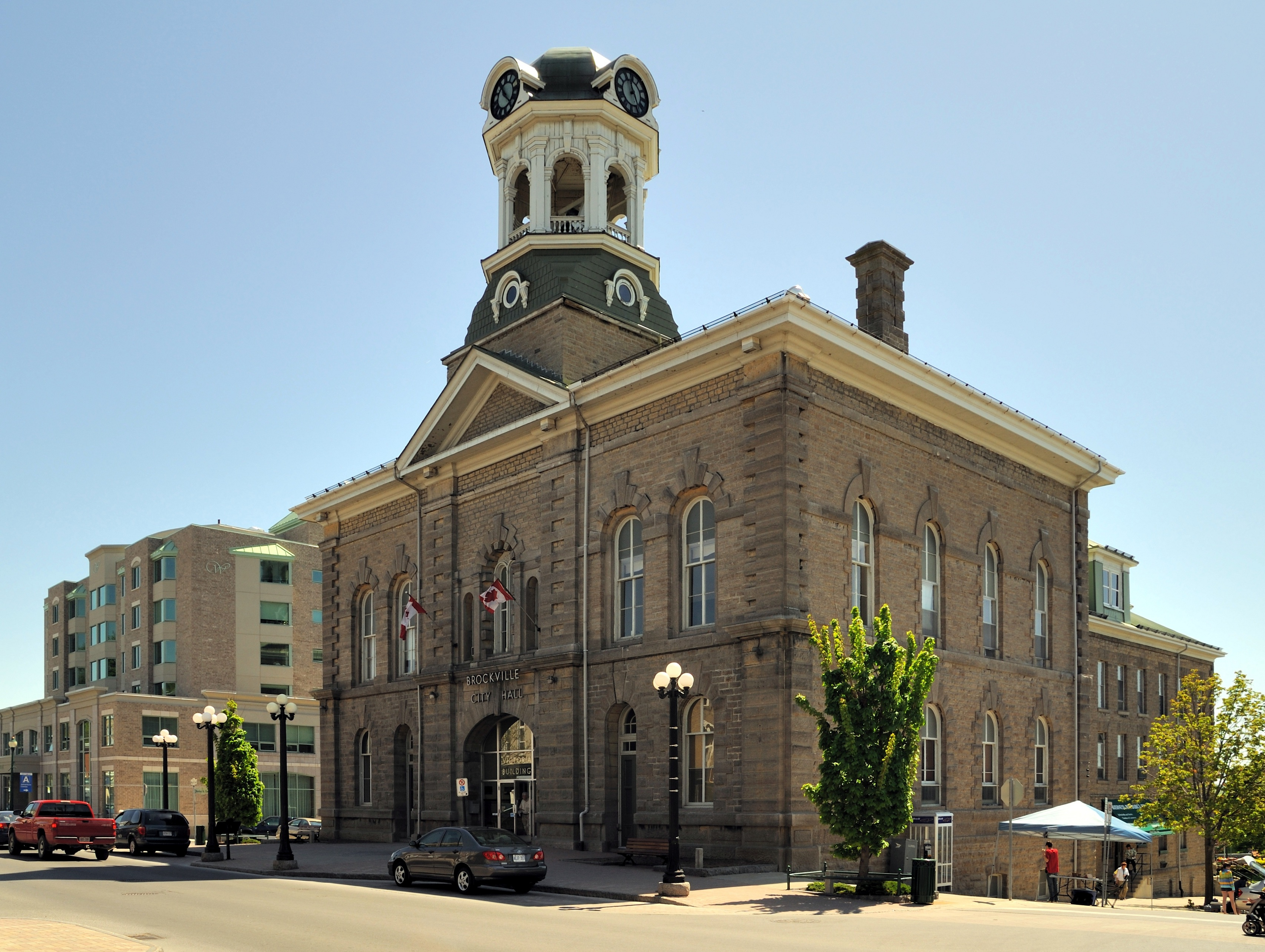
Ratusz w Brockville
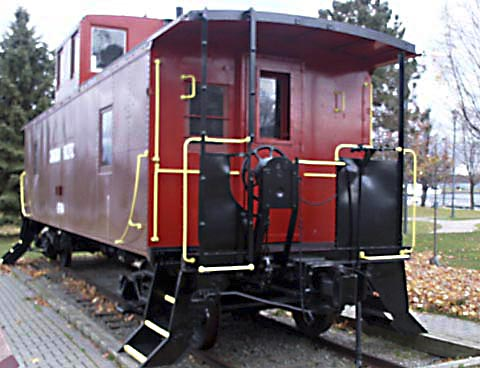
Wagon kolejowy – pomnik stojący w pobliżu pierwszego kanadyjskiego tunelu mieszczącego się koło Brockville